# Fatturato
Il fatturato (detto anche volume d'affari), in economia aziendale, è la somma dei ricavi ottenuti da un'impresa o ditta individuale attraverso cessioni di beni e/o prestazioni di servizi, registrati ai fini IVA - per cui, quindi, è stata emessa fattura.  

## Descrizione
Fuori dalla corretta tecnica ragioneristico-tributaria, in un'accezione meramente corrente nel commercio, viene considerato volgarmente come la somma dei ricavi dell'impresa. In realtà, il concetto di fatturato deriva direttamente dalla disciplina IVA, cui è inscindibilmente legata l'emissione della fattura, per cui non deve essere confuso con il "valore della produzione", ovvero la somma dei ricavi aziendali che sono indicati nel conto economico del bilancio d'esercizio delle imprese (punto "A" del conto economico). Infatti, i due valori (fatturato e valore della produzione) possono sensibilmente differire a causa della diversa competenza temporale dei ricavi appostati in bilancio rispetto alla quantificazione del volume di affari IVA che raggruppa le sole fatture emesse nell'esercizio senza tenere conto della eventuale diversa competenza economico-temporale dei ricavi esposti in fattura come, invece, avviene per la redazione del bilancio d'esercizio.
Il fatturato è solitamente riferito all'anno di esercizio e, come il nome ben indica, corrisponde alla definizione di "somma, al netto dell'IVA, degli importi delle fatture emesse" ovvero è il totale degli imponibili delle cessioni e/o prestazioni, detratti gli importi di abbuoni e di sconti esposti in fattura. Come sopra detto, viene spesso impropriamente considerato come mera somma dei ricavi d'esercizio e, con questa logica, è atecnicamente utilizzato per "misurare" la capacità di mercato di un'impresa. L'utilizzo atecnico è, peraltro, estremamente pericoloso perché può ingenerare equivoci di rilievo in una materia che per natura è applicata in transazioni e rapporti economici (specialmente con la pubblica amministrazione). 
In tempi recenti questo dato è stato anche prescelto, insieme a quello sul numero di addetti, come uno dei criteri giuridici di individuazione delle microimprese o delle piccole imprese, ad esempio in funzione degli interventi pubblici di sostegno alle attività produttive e, nel caso di micro o piccole imprese che utilizzano metodi contabili semplificati basati sulla mera registrazione delle fatture ai fini IVA si ha, spesso, la coincidenza del fatturato con la somma dei ricavi aziendali. Lo stesso non si verifica per le imprese tenute alla redazione del bilancio d'esercizio come quelle operanti sotto forma di società di capitali.
Il fatturato quindi esprime il valore della sola gestione caratteristica ovvero, in concreto, i ricavi generati in seguito a cessione di beni o erogazione di servizi ad esempio: vendita, appalto, somministrazione, noleggio, trasporto, prestazione d'opera, deposito, affitto, spedizione, ecc. Occorre, per i non specialisti, riflettere sul fatto che per imprese e ditte individuali vi sono ricavi che però fanno parte della gestione finanziaria o straordinaria e che spesso non sono oggetto di emissione di fattura (si pensi solo ai ricavi per interessi attivi di uno strumento finanziario).
Nella pratica, in particolare per micro e piccole imprese e proprio per la naturale coincidenza fra ricavi e fatturato che spesso si verifica in tali fattispecie, il fatturato è una delle ragioni di classificazione delle aziende, per fasce (o per classi), spesso articolato nell'indice di fatturato per addetto, ed entrambi sono elementi essenziali della valutazione dell'azienda (anche ai fini di una eventuale cessione).
Il fatturato deve essere calcolato al netto di eventuali note di credito e sconti specificati in fattura, essendo elementi in diminuzione dei ricavi, e pure questi solo gli importi imponibili IVA.
All'interno di gruppi d'imprese, rileva la distinzione fra il fatturato della singola impresa e quello di gruppo. Nei gruppi, è infatti possibile (anzi è alquanto frequente nel caso di imprese operanti in settori simili o contigui) che fra queste intercorrano rapporti economici o scambi di beni e servizi che, nel fatturato di gruppo, si devono elidere per non avere un volume di affari erroneamente gonfiato. Ad evitare anche che ricavi e fatturati possano subire artefazioni mirate, i movimenti fra le imprese di uno stesso gruppo vanno considerati secondo corretti criteri contabili.
Il riferimento temporale al quale viene rapportato il fatturato, nella teoria dell'economia aziendale determinerebbe secondo alcuni una visione dinamica del dato, per la quale il fatturato sarebbe una grandezza di flusso. In sede di controllo di gestione l'andamento del fatturato, relativo ad un determinato periodo (mese, trimestre, anno, ecc.), spesso segmentato in voci e confrontato con il passato o con obiettivi, è il primo indice che si monitora.